# Senoculus ruficapillus
Senoculus ruficapillus is een spinnensoort uit de familie Senoculidae. De soort komt voor in Brazilië.